# Гамсахурдія Іполит Іванович
Іполи́т Іва́нович Гамсаху́рдія (*10 вересня 1934, Чубурхінджі) — поет, публіцист.
Народився 10 вересня 1934 р. в с. Чубурхінджі Галльського району Абхазії.
Закінчив факультет журналістики Тбіліського університету.
Автор книжок:
- "Сільські будівельники»;

- "Копинщик";

- "Дороги, які ми вибираємо";

- "Сила кохання";

- "Від Колхіди до Сванетських гір";

- "Петро Анчабардзе";

- "Згадка про Костянтина Гамсахурдія";

- "Костянтин Гамсахурдія в тюрмах та ув'язненнях";

- "Перший президент Грузії"[1].